# Love Letters (Lied)
Love Letters ist ein Lied aus dem Soundtrack des Films Liebesbriefe.

## Entstehungshintergrund
Das Instrumentalstück wurde von Victor Young komponiert und erschien 1945 als Teil der Filmmusik. Das Stück wurde 1946 für den Oscar nominiert. Edward Heyman schrieb den Text zu dem Stück.

## Musikstil
Die Strophen des Liedes sind in D-Dur gehalten, der Refrain in G-Dur. Die Liedform ist in ABAC und besteht nur aus einer simplen Melodie bestehend aus wenigen Einzeltönen in aufsteigender Reihenfolge. Der Text besteht lediglich aus Strophe und Refrain. Textlich wird das Thema Liebesbriefe aufgegriffen.

## Coverversionen
Versionen des Stückes mit Gesang wurden von zahlreichen Künstlern veröffentlicht, am bekanntesten sind die Versionen von Dick Haymes (1946), Ketty Lester (1962), Elvis Presley (1966) und Alison Moyet (1987). Dick Haymes’ Version für Decca Records wurde in den Vereinigten Staaten ein Hit. Die Version von Ketty Lester erreichte 1962 Platz 6 der damaligen US-Charts und verkaufte sich 1962 millionenfach. Diese Version wurde 1986 von David Lynch für seinen Film Blue Velvet verwendet, 2012 von Andrew Dominik für den Kriminalfilm Killing Them Softly und 2014 im Tatort Am Ende des Flurs, produziert und erstmals ausgestrahlt vom Bayerischen Rundfunk am 4. Mai 2014. Alison Moyets Version erreichte 1987 Platz 4 in den britischen UK Top 40.
Weitere Coverversionen
- 1957: Nat King Cole (Album: Love Is the Thing)
- 1957: Jimmy Knepper (Album: A Swinging Introduction to Jimmy Knepper)
- 1958: Maureen O’Hara (Album: Love Letters from Maureen O’Hara)
- 1961: Jack Jones (Album: Lollipops and Roses)
- 1962: Arthur Alexander (Album: You Better Move On)
- 1962: Shelley Fabares (Album: Shelley!)
- 1964: Stanley Turrentine (Album: Hustlin’)
- 1964: Andy Williams (The Academy Award-Winning "Call Me Irresponsible" and Other Hit Songs from the Movies)
- 1964: Julie Rogers (Album: Julie Rogers)
- 1965: Cilla Black (Album: Cilla)
- 1965: Sandie Shaw (Album: Sandie)
- 1965: Earl Grant (Album: Spotlight on Earl Grant)
- 1965: Billy Thorpe & the Aztecs (Single)
- 1966: The Lettermen (Album: A New Song for Young Love)
- 1967: Don Patterson (Album Soul Happening!)
- 1968: Sergio Franchi (Album: I’m a Fool to Want You)
- 1969: Engelbert Humperdinck (Album: Engelbert Humperdinck)
- 1975: Fox (Album: Fox)
- 1977: Frankie Miller (Album: Full House)
- 1978: Teresa Carpio & George Lam (Album: Teresa Carpio & Lam)
- 1983: Modern Romance (Album: Party Tonight)
- 1983: Joe Walsh (Album: You Bought It – You Name It)
- 1984: Miki Matsubara (Album: Blue Eyes)
- 1987: Steve Jones (Album: Mercy)
- 1990: Eddie Harris (Album: There Was a Time [Echo of Harlem])
- 1992: Sinéad O’Connor (Album: Am I Not Your Girl?)
- 1993: Elton John & Bonnie Raitt (Album: Duets)
- 1997: Ruth Brown (Album: R + B = Ruth Brown)
- 2001: Etta James (Album: Blue Gardenia)
- 2001: Diana Krall (Album: The Look of Love)
- 2008: Jason Donovan (Album: Let It Be Me)